# Dope (bài hát của Lady Gaga)
"Dope" là bài hát của ca sĩ-nhạc sĩ người Mỹ Lady Gaga từ album phòng thu thứ ba của cô, Artpop (2013).

## Xếp hạng
| Bảng xếp hạng (2013)                      | Vị trí cao nhất |
| ----------------------------------------- | --------------- |
| Úc (ARIA)                                 | 34              |
| Áo (Ö3 Austria Top 40)                    | 28              |
| Bỉ (Ultratop 50 Flanders)                 | 18              |
| Bỉ (Ultratop 50 Wallonia)                 | 5               |
| Canada (Canadian Hot 100)                 | 96              |
| Đan Mạch (Tracklisten)                    | 28              |
| Phần Lan Download (Latauslista)           | 3               |
| Pháp (SNEP)                               | 8               |
| Đức (GfK)                                 | 34              |
| Greece Digital Songs (Billboard)          | 2               |
| Hungary (Single Top 40)                   | 1               |
| Ireland (IRMA)                            | 12              |
| Ý (FIMI)                                  | 5               |
| Luxembourg Digital Song Sales (Billboard) | 9               |
| Hà Lan (Single Top 100)                   | 30              |
| New Zealand (Recorded Music NZ)           | 20              |
| Bồ Đào Nha Digital Song Sales (Billboard) | 8               |
| South Korea (Gaon)                        | 22              |
| Tây Ban Nha (PROMUSICAE)                  | 1               |
| Thụy Sĩ (Schweizer Hitparade)             | 15              |
| UK Singles (Official Charts Company)      | 124             |
| Hoa Kỳ Billboard Hot 100                  | 8               |